# Dolní Černošice

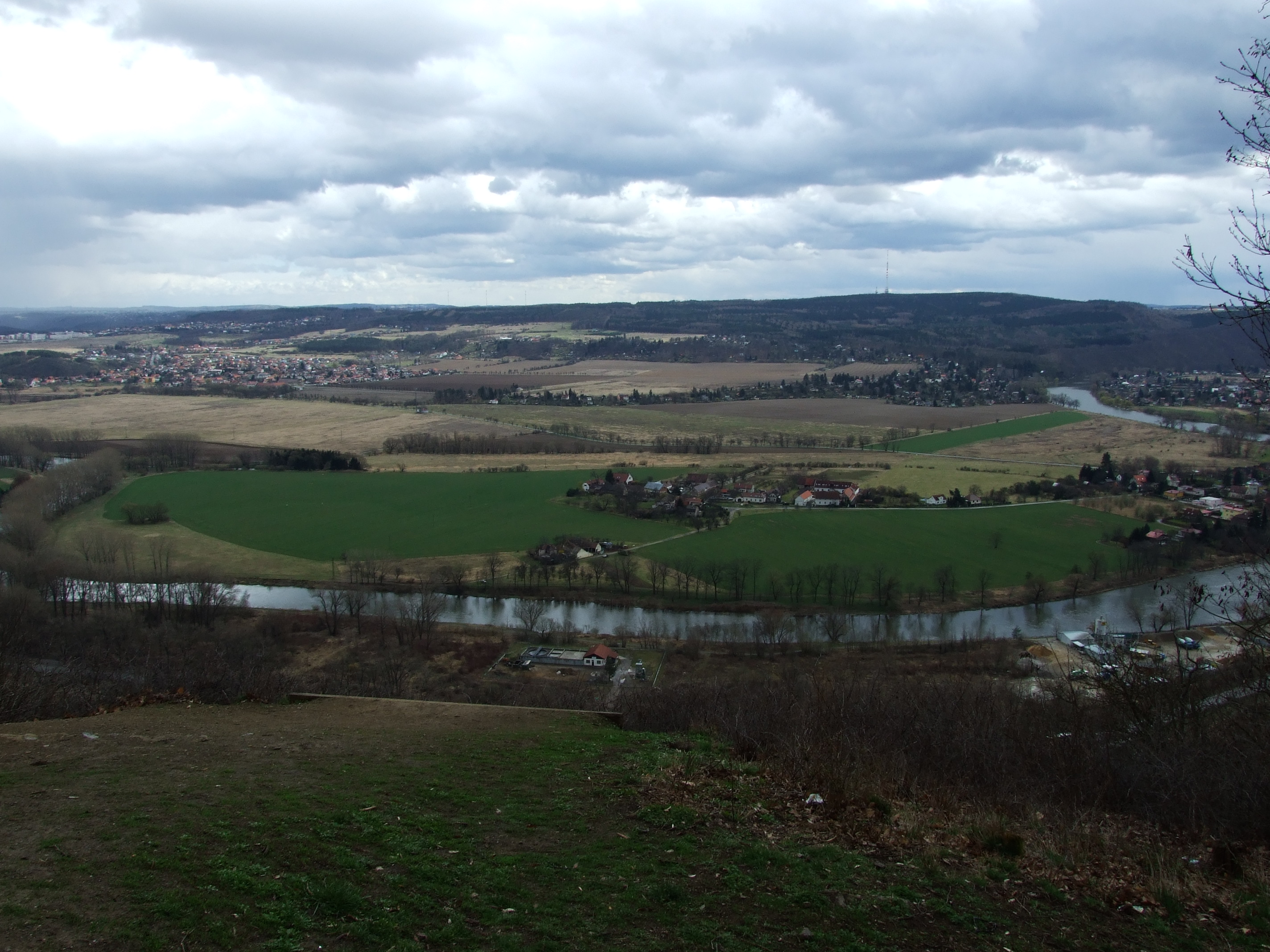
Dolní Černošice z protějšího břehu Berounky

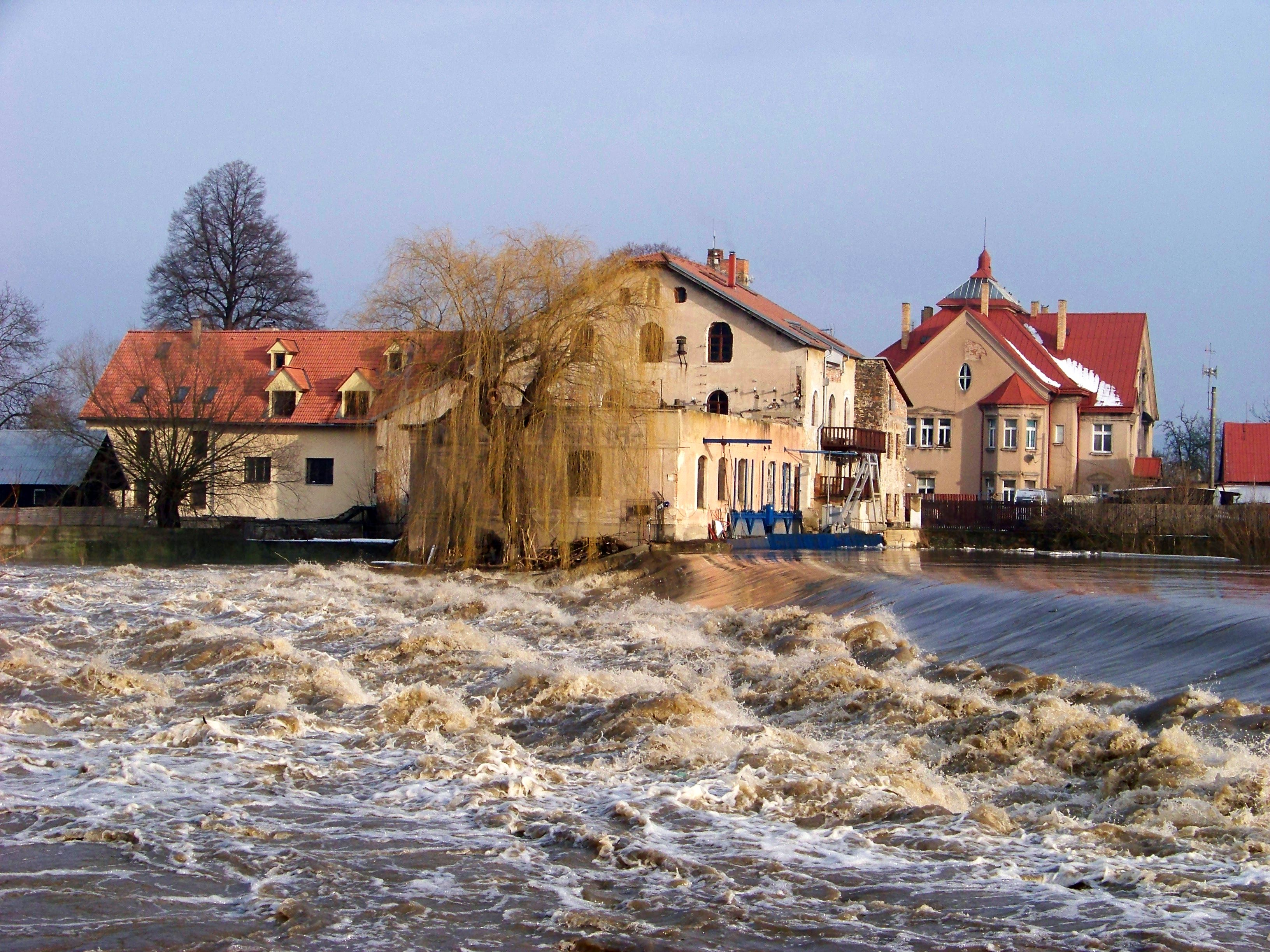
Mlýn na Bluku a Berounka při jarním tání 2011

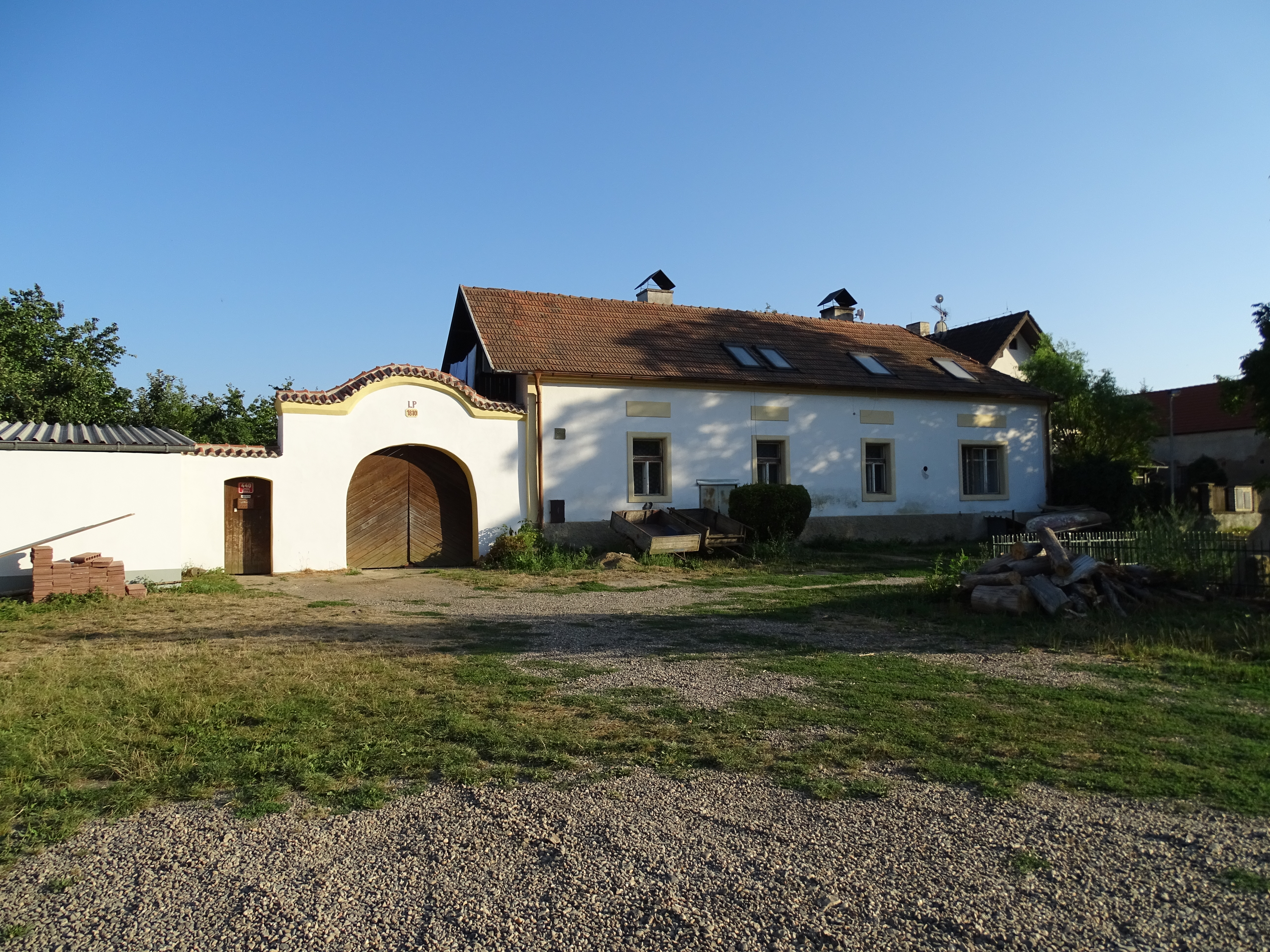
Statek čp. 440

Dolní Černošice jsou vesnice a základní sídelní jednotka v evidenční a katastrální části Lipence hlavního města Prahy, v městské části Praha-Lipence v městském obvodu Praha 5. Leží v meandru Berounky při jejím pravém břehu proti městu Černošice. V minulosti nejméně dvakrát byly součástí obce Černošice. K Dolním Černošicím patří i osada Bluk a dvůr Buda.
ČSÚ charakterizuje základní sídelní jednotku Dolní Černošice jako „zemědělskou plochu“, uvádí rozlohu 3,887071 km² a 3,884845 km², celkem 90 adres, 88 číslovaných budov, z toho 43 budov s číslem popisným a 39 objektů individuální rekreace a 3 budovy pro krátkodobé ubytování. Uvádí 132 evidovaných obyvatel. Dle SLDB 2011 je zde počet obyvatel 125, trvalý počet obyvatel 135 a obvyklý počet obyvatel 294.

## Území
V současné době je jako základní sídelní jednotka Dolní Černošice veden asi 3,7 kilometru dlouhý a zhruba kilometr široký, převážně nezastavěný pás území v nivě Berounky, a to od hranic osady a ZSJ Kazín až k radotínské lávce přes Berounku, resp. k ulici K Radotínu.
Samotné Dolní Černošice jsou nevelká odlehlá vesnička, na návsi se nachází tzv. Husův balvan z roku 1920 a u vjezdu statku na konci vesnice stojí sloupková kamenná boží muka. Charakter života zde určuje zejména sportovní jezdecký klub Equus Bohemia. Celá osada je přiřazena k ulici Dolnočernošická, žádné další pojmenované ulice přímo ve vsi nejsou.
K Dolním Černošicím patří též Blukský mlýn s osadou Bluk (ulice Na Bluku, Nad Jezem a Dolnočernošická), nacházejí se u jezu nedaleko pod černošickou lávkou. Osada Bluk na jižní straně přechází v chatovou osadu (ulice Nad Jezem a Hudební), chatová osada Nad Jezem funguje jako veřejný autokemp. Na severovýchodní straně pásu patří k Dolním Černošicím ještě dvůr Buda (dnes Velkotržnice Lipence).
Do ZSJ Dolní Černošice spadá většina plochy golfového PAR3 Golfového klubu Zbraslav, jehož budovy však jsou již jádrem sousední ZSJ Peluněk. Na části ploch ještě probíhá těžba štěrkopísků. Mapa ČÚZK uvádí na nezastavěné ploše patřící k Dolním Černošicím pomístní názvy U topolů, Na Vystrkově, V hlavách, Na stavidlech, Na vírku, Na ovčácké, Na ohradě, Na drahách a Na kamení, mapy.cz uvádějí ještě pomístní název Jasemanka.

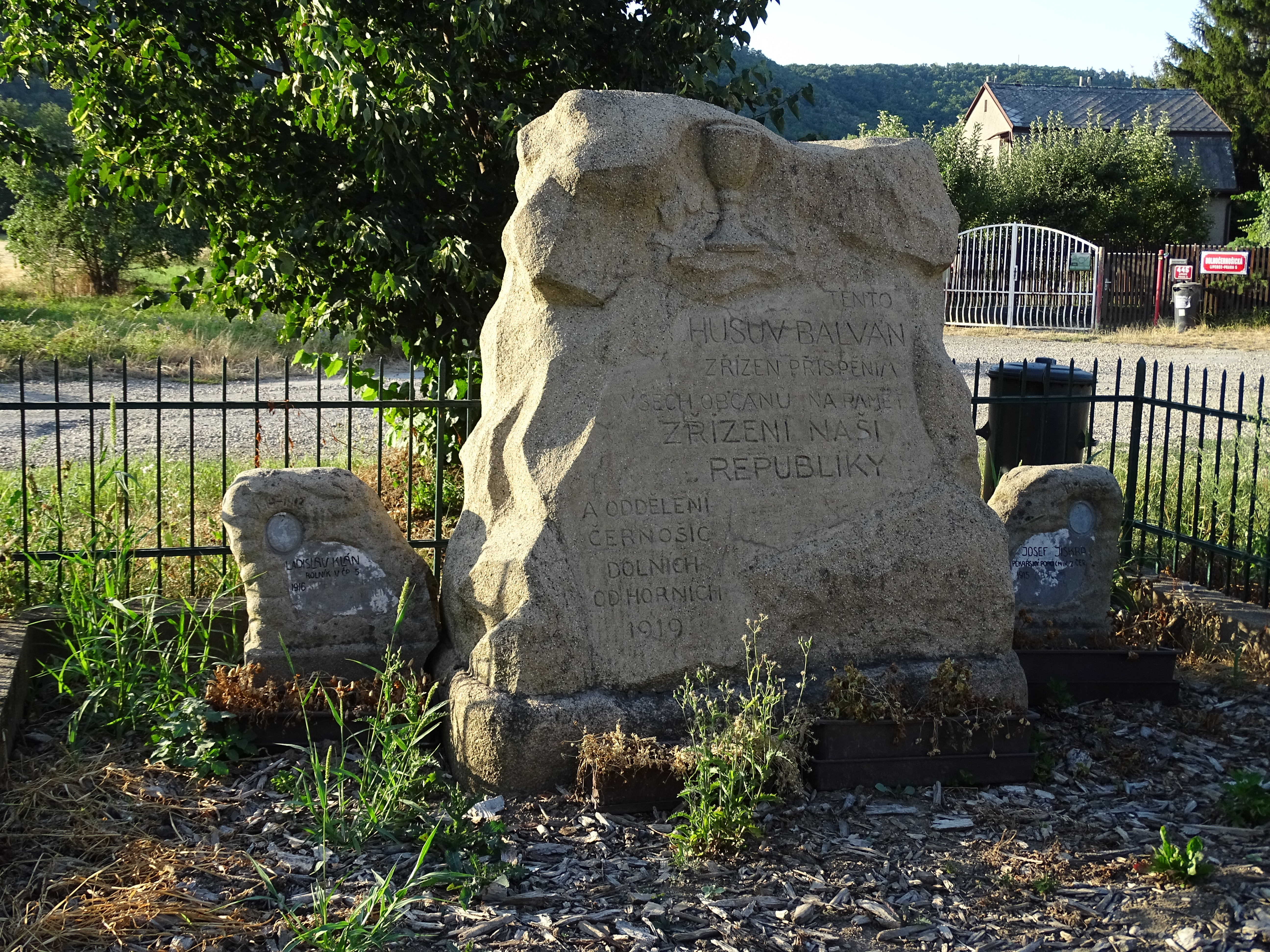
„Tento Husův balvan zřízen přispěním všech občanů na paměť zřízení naší republiky a oddělení Černošic Dolních od Horních 1919.“ Přidruženy dva pomníčky padlým z 1. světové války.
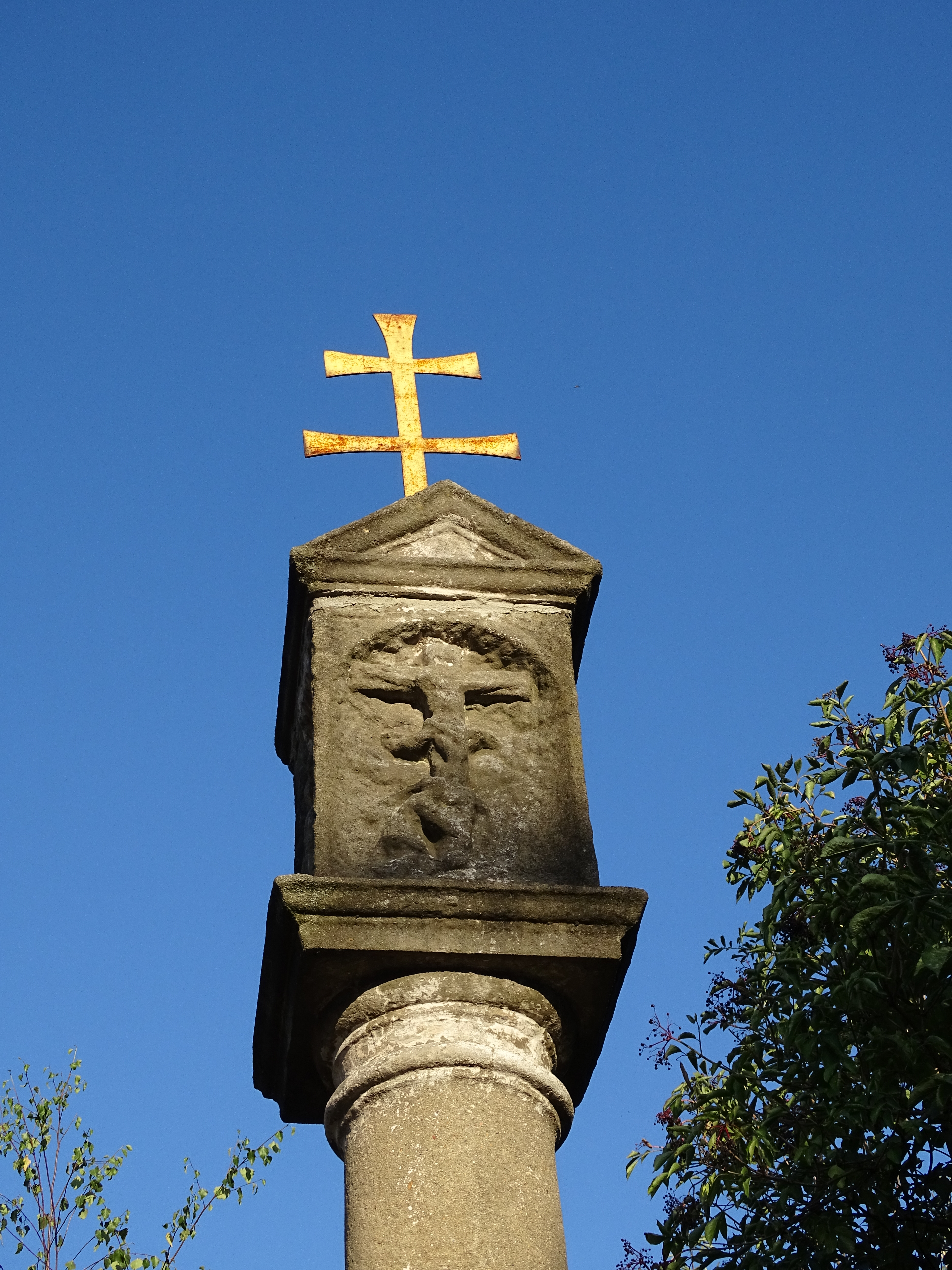
Boží muka u statku čp. 467
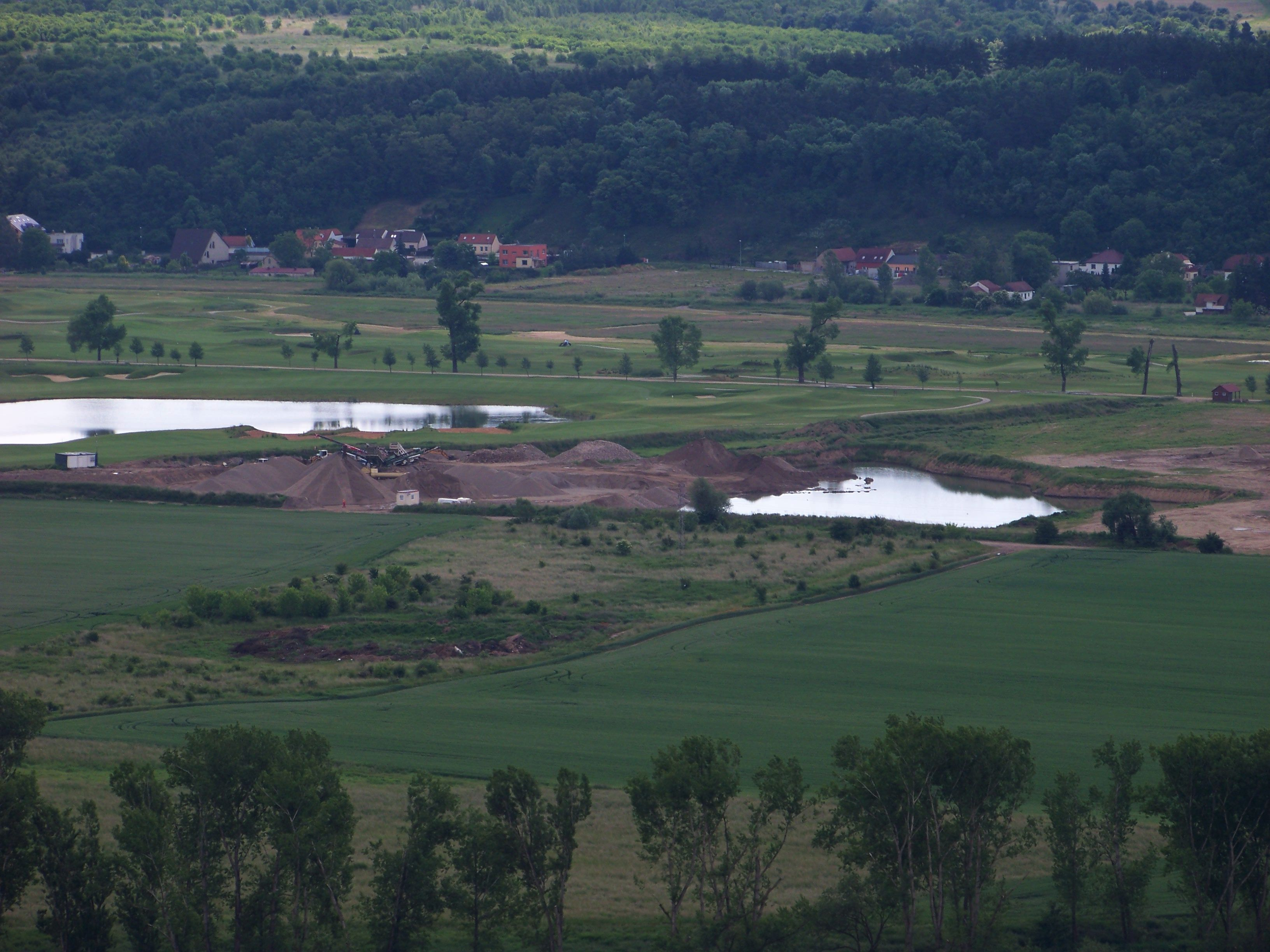
Těžba štěrkopísků
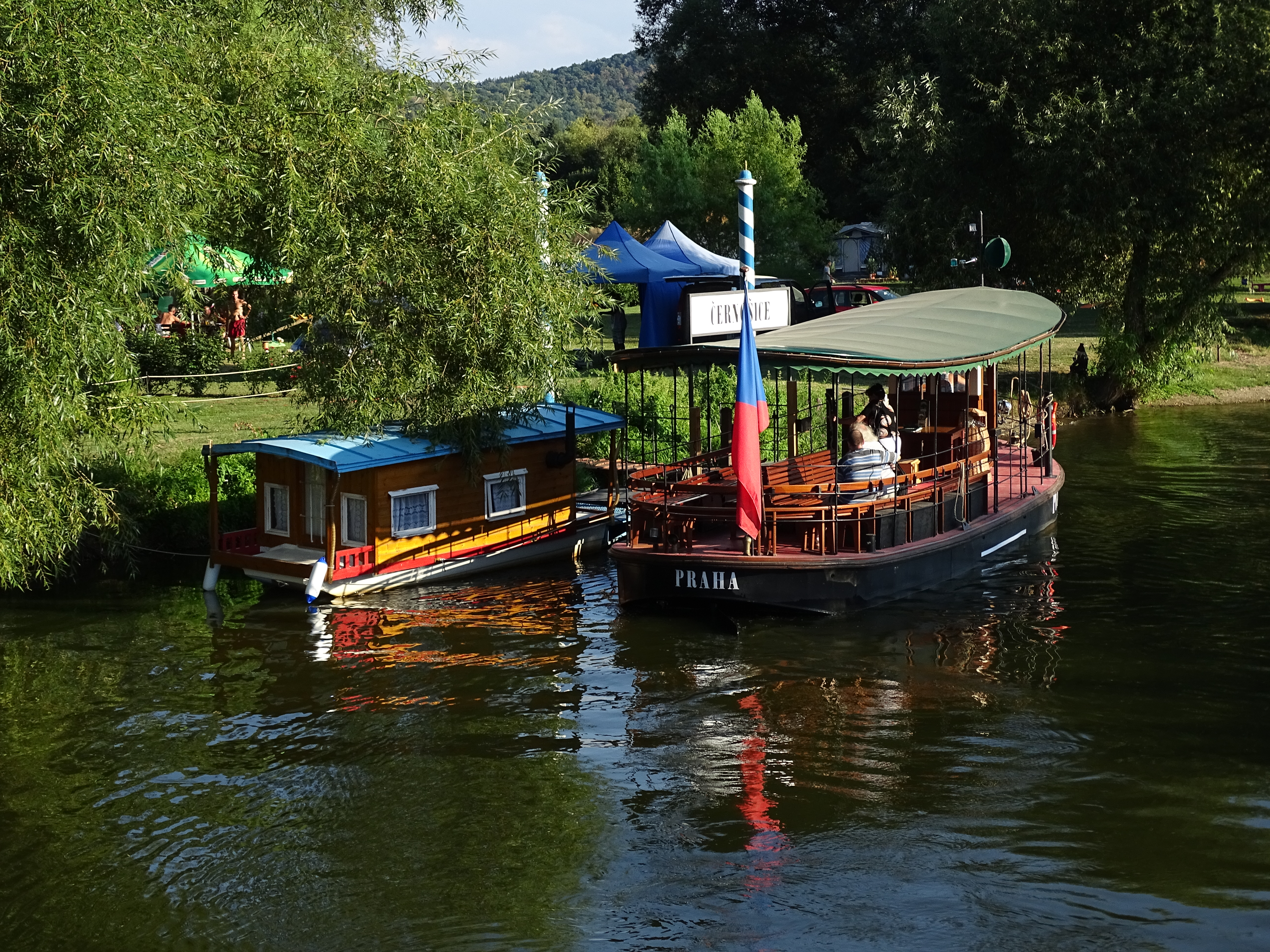
Přístaviště sezonní lodní dopravy po Berounce u černošické lávky

## Historie
Horní a Dolní Černošice tvořily jednu obec od roku 1864. Roku 1920 byly odděleny. Po válce došlo roku 1950 opět ke sloučení obcí Horní a Dolní Černošice a zároveň byly připojeny Dolní Mokropsy. Roku 1969 získaly celé Černošice status města. Roku 1974 byly Dolní Černošice od města Černošice odděleny a připojeny k Lipencům, které byly současně připojeny k hlavnímu městu Praze do městského obvodu Praha 5. Lipence si dodnes uchovaly vlastní samosprávu jako městská část.
V roce 1932 bylo v Dolních Černošicích evidováno 153 obyvatel, válcový mlýn a elektrárna, hostinec, kovář, trafika, realitní kancelář, 5 rolníků, továrna řetězů a 2 obchody se smíšeným zbožím.

## Doprava
Dolní Černošice jsou dostupné přes pěší lávku z (Horních) Černošic. Od frekventované železniční zastávky na trati Praha–Beroun a lokálního autobusového stanoviště v Horních Černošicích je jádro Dolních Černošic vzdáleno asi 1 kilometr chůze. Pro silniční dopravu je vesnice přístupná silničkou s názvem Černošická z Lipenců, u Bluku odbočuje do Dolních Černošic ulice či silnička Dolnočernošická.
V pondělí 20. června 2016 byla zavedena midibusová linka č. 243 pražské městské hromadné dopravy z Lipenců přímo na náves v Dolních Černošicích, opačná větev linky obsluhuje osadu Kazín. Linka v Lipencích navazuje na linku 241 a je v provozu pouze v pracovních dnech.